# Chiesa del Santissimo Crocifisso detta la Sciabica
La chiesa del Santissimo Crocifisso detta la Sciabica è uno storico luogo di culto situato nel basamento della basilica di San Paolo Maggiore di Napoli.
La struttura è collocata alla base dell'antico tempio romano dei Dioscuri; alcune tracce delle strutture in opus reticulatum sono state riscontrate nella facciata dell'edificio. Negli anni sessanta del Novecento il fabbricato fu messo in collegamento con il Succorpo, causando lo stravolgimento dell'impianto originario.
L'interno del complesso è costituito da tre navate: la principale è adibita a luogo di culto, mentre le laterali costituiscono la sacrestia, gli uffici e il cimitero. L'altare maggiore ottocentesco è sovrastato dal Crocifisso con la Madonna e san Giovanni Battista risalente al XV secolo; i dipinti del XVIII secolo sono di Paolo De Falco. Vi è conservato anche un organo del medesimo secolo e delle reliquie di devozione popolare.